# Giovanni Battista Tempesti
Giovanni Battista Tempesti (Volterra, 9 de agosto de 1729 – Pisa, 2 de febrero de 1804) fue un pintor italiano del siglo XVIII.

## Vida
Giovanni Battista Tempesti nació en Volterra. Estudió en Pisa y en Roma. 

## Obra
A su regreso a Pisa pintó para la iglesia de San Domenico escenas de la vida de la beata Clara Gambacorti y para la catedral la Celebración de la misa por el papa Eugenio III. 
En 1756 pintó en el Palazzo alla Giornata de Pisa la Alegoría de la primavera. En este tiempo colaboró con el pintor Jacopo Donati, especialmente en el palacio Ruschi, donde pintó dos cuadros alegóricos que representan a La Tierra y el Agua (1757, in situ).
Pintó el salón de música en el palacio Pitti para Leopoldo I, así como numerosos frescos en palacios y villas en Pisa. Entre estas obras se encuentra un fresco de la Última cena para la catedral de Pisa, una Muerte de san Ranieri y un Martirio de santa Úrsula para el oratorio de San Vito.
En 1757 se trasladó a Roma, donde se convirtió en discípulo de Placido Costanzi y recibió gran influencia de Pompeo Batoni. Murió en Pisa en 1804 y fue enterrado allí en el Camposanto monumental de Pisa de la Plaza del Duomo, donde se puede visitar su tumba construida por Tomasso Masi.